# لنفوپوئز
لنفوپوئز (انگلیسی: Lymphopoiesis) یا لنقوسیتوپوئز تولید لنفوسیت‌ها به عنوان یکی از پنج نوع گلبول سفید (WBC) است و به طور رسمی بیشتر به عنوان خون‌سازی لنفوئیدی شناخته می‌شود.
اختلال در لنفوپوئز می‌تواند منجر به شمار از اختلالات لنفوپرولیفراتیو، مانند لنفوم‌ها و لوسمی‌های لنفاوی شود.